# Caselline (Albinea)
Caselline is een plaats (frazione) in de Italiaanse gemeente Albinea.